# Dans la Grand-Rue avec la fanfare
Pour les articles homonymes, voir fanfare (homonymie).
Pour plus de détails, voir Fiche technique et Distribution.
Dans la Grand-Rue avec la fanfare (По главной улице с оркестром) est un film soviétique réalisé par Piotr Todorovski, sorti en 1986,.

## Fiche technique
- Photographie : Valeri Chouvalov
- Musique : Piotr Todorovski
- Décors : Valentin Konovalov

### Acteurs et actrices
- Oleg Borissov : Vassili Pavlovich Mouravine
- Lidiya Fedosseyeva-Choukchina : Lidya Ivanovna, l'épouse de Muravin
- Marina Zoudina : Ksenia, la fille
- Valentin Gaft : Konstantin Mikhaïlovich Vinogradov, un musicien
- Igor Kostolevsky : Igor
- Valentina Telitchkina : Jenia
- Oleg Menchikov : Fedor Korolykov, étidiant
- Lioudmila Maksakova : Alla
- Alexander Lazarev : Valentin Romanovski
- Svetlana Nemoliaïeva : Romanovskaïa
- Sergueï Jigounov : lieutenant Jigunov
- Oleksandr Kouzmichev : Byaliy
- Tetyana Agafonova : Louise, vendeuse d'un grand magasin
- Tatiana Roudina : Nadia, l'amie de Louise